# Кущев, Игорь Геннадьевич
Игорь Геннадьевич Кущев (Кущ) (род. 23 июля 1959, Новомосковск, Тульская область) — советский и российский музыкант, основатель группы «Школа», гитарист первого состава группы «Сектор Газа».

## Творческий путь
Летом 1989 года становится соло-гитаристом в группе Юрия (Хоя) Клинских «Сектор Газа», а осенью того же года, не уходя из Сектора, создаёт собственную группу «Школа». С Юрием Кущев записывает два альбома. Однако вскоре после записи альбома «Ночь перед Рождеством», в начале 1991 года, Игорь Кущев покидает группу.
К концу 1991 года Игорь вместе с музыкантами Виталием Сукочёвым (Питон), Василием Черных, Игорем Бондаренко (Бон) и Виталием Масловым (Бизон) записывает сразу три альбома («Школьный рок», «Свинья любит грязь» и «Мёртвая зона») собственной группы «Школа». Вскоре на место барабанщика приходит Эмиль Пукилло . В 1992 году происходит запись пятого альбома («Мы ещё не все сошли с ума»), а в 1993 — шестого и последнего альбома группы «Школа» («Наших ребят трудно запугать»). Ни один из альбомов так и не был издан официально — записи реализуются только на бобинах и на любительских магнитных кассетах вместе с альбомами «Сектор Газа». В 1994 году году Игорь распускает группу и на время прекращает музыкальную деятельность.
Возвращение Игоря Кущева состоится вскоре после смерти Юрия (Хоя) Клинских. В сентябре 2000 года был подписан контракт на запись альбома со звукозаписывающей студией Gala Records. Новый проект получает название «Ex-Сектор Газа».
Дебютный альбом новоявленного коллектива «Радиоактивная улыбка» выходит 7 мая 2001 года. В его записи, кроме Кущева, принимают участие воронежские музыканты Александр Кривохата (барабаны) и Татьяна Фатеева (вокал). Сведением материала занимается бессменный «Секторовский» звукорежиссёр Андрей Дельцов.
Летом 2001 года в рамках проекта «Ex-Сектор Газа» начинается запись второго альбома «Пофигизм и здравый смысл». Ещё до его выхода, из-за конфликта с Кущевым, осенью того же года группу покидают Татьяна Фатеева и Сергей (Ким) Гузнин, числившийся директором коллектива.
После релиза второго альбома уже в следующем 2002 году на Кущева посыпались оскорбления в Интернете — многие фанаты «Сектор Газа» стали обвинять Куща в предательстве.
Далее следует разрыв отношений со студией Gala Records, причиной которого, судя по всему, послужила нерентабельность проекта «Ex-Сектор Газа» как такового. Несмотря на всё это, руководство Gala Records всё-таки даёт возможность Игорю записать у них пару песен для следующего альбома. Остальные же он записывает в домашней студии в Воронеже. 26 января 2004 года увидел свет третий альбом Игоря Кущева — «Огненный рай».
Осенью 2005 года вопреки заверениям Игоря Кущева четвёртый альбом группы так и не увидел свет. В Интернет была опубликована его демо-версия 2006 года, которая известна под названием «Ночной призрак».
В 2007 году Игорь вместе с другом Владимиром «Mafia» записывает альбом совместного проекта «Отражение», который получает название «Улица родная». Тексты написаны Владимиром, аранжировки выполнены Игорем.
В 2008 году песня Игоря Кущева «Допился» с альбома «Огненный рай» попадает в официальный саундтрек фильма Гая Ричи «Рок-н-рольщик».
В 2009 году Игорь записал альбом с давним другом по институту Сергеем Гришаевым (группа «Rock-n-Roll с улицы Лизюкова»), в который вошли песни Сергея Гришаева, Арины Кущевой (бывшей жены Кущева) и самого Игоря.
В марте 2009 года Игорь пережил инфаркт. Тем не менее он продолжает развивать своё творчество, перезаписав в новых аранжировках несколько песен из «Школы». Планировалось записать альбом в стиле «Зе Бест из Школы», но запись альбома была приостановлена по неизвестным причинам, а те переизданные песни вошли как бонусы в альбом «Рок-н-Ролл с улицы Лизюкова».
Проходя реабилитационный курс лечения, Кущев продолжает продумывать свои идеи создания новых песен. В числе его идей была задумка создания альбома инструментальной музыки. В 2010 году эту идею пытались воплотить в жизнь, но она также стала неудачной.
2011 год стал для музыканта самым нелёгким годом. Развод с женой привёл к тому, что в мае 2011 года музыкант переносит второй инфаркт.
24 августа 2011 года Игорь становится отцом двух родившихся сыновей от его новой жены Надежды.
2012 год. Казалось бы, что Игорь совсем завязал с музыкой. Но всё же, Кущев и фанаты понимают, что музыка для него — это жизнь. Вследствие чего, музыкант снова взял в руки гитару. Сразу же он стал вынашивать идею нового альбома. Кущев открывает в своей группе "ВКонтакте" сбор средств на запись нового альбома, однако альбом так и не был записан.
2016 год.  Был создан новый проект Дым Рок-н-Ролла. В котором появляется солистка Марина Холод, девушка с мощным вокалом хорошо справляется с песнями группы «Сектор Газа» и группы Школа. Прошло немало концертов в разных городах и клубах таких  как  Иваново, клуб "Arena Right"
Ярославль, клуб "Горка" Воронеж "Balagan City" и многие другие. Сейчас планируются концерты в Москве,Санкт- Петербурге и в других городах.Кущ отмечен журналом Rolling Stone как лучший гитарист в своем стиле.
В феврале 2017 года года Игорь попадал в аварию, в которой пострадало левое полушарие головного мозга, в связи с чем развилась контузия левого глаза.
Группа «Сектор Газа» (1989—1991)
- 1989 — «Плуги-вуги» (магнитоальбом)
- 1989 — «Колхозный панк» (магнитоальбом)
- 1990 — «Зловещие мертвецы»
- 1990 — «Ядрёна вошь»
- 1991 — «Ночь перед Рождеством»

Группа «Школа» (1989—1994)
- 1990 — «Крутой Пионер!»
- 1991 — «Школьный рок»
- 1991 — «Свинья любит грязь» (бобинный альбом)
- 1991 — «Мёртвая зона»
- 1992 — «Мы ещё не все сошли с ума»
- 1993 — «Наших ребят трудно запугать» (бобинный альбом)

Группа «Ex-Сектор газа» (2001—2006)
- 2001 — «Радиоактивная улыбка»
- 2002 — «Пофигизм и здравый смысл»
- 2003 — «S.O.S.» (первая версия альбома «Огненный Рай», не издана)
- 2004 — «Огненный Рай»
- 2006 — «Ночной призрок» (демоальбом) — не издан.

Совместно
- 2005 — «Трибьют «Сектор Газа»
- 2007 — «Улица Жириновского в Екатеринославе» (проект «Отражение», официально не издан)
- 2009 — «Рок-н-ролл с улицы родная» (официально не издан)
- 2013 — Кущ и группа «Соловей Разбойник»

Другое
- В период с 1994 по 2024 гг. Игорем Кущевым было записано множество песен и инструментальной музыки, которые не вошли ни в один альбом.

## Концерты «Ex-Сектор Газа»
- 2003 — Гитарная школа (издан на DVD)
- 2004 — Концерт в «Ля-Ля Парке» (Москва)
- 2005 — Концерт во дворце спорта (Волгоград)
- 2005 — Концерт во дворце спорта «Юбилейный» (Воронеж)
- 2006 — Концерт в Эстакада (Москва) (издан на DVD)

## Интересные факты
- На альбомах Ядрёна вошь и Зловещие мертвецы Кущев играл соло импровизируя.
- Четыре из шести альбомов «Школы» вышли на советских магнитных 90-минутных кассетах вместе с первыми альбомами группы «Сектор Газа», то есть на одной стороне кассеты был альбом «Сектора Газа», а на другой альбом «Школы». Именно с этих кассет были оцифрованы и запущены в интернет эти четыре альбома.
- Альбомы «Свинья любит грязь» и «Наших ребят трудно запугать» были записаны на бобинных лентах, причём в очень ограниченном тираже, которые, по всей видимости, достались только музыкантам, участвовавшим в записи альбомов, и их друзьям.
- Песня «Поп Василий» с альбома «Свинья любит грязь» и песня «Иван-дурак» с альбома «Школьный рок» были перезаписаны в 2000 году для альбома «Радиоактивная улыбка».
- Песня «Сирота» с альбома «Мёртвая зона» была перезаписана в 2001 году для альбома «Пофигизм и здравый смысл». Эта песня также исполнялась Игорем на одном из концертов «Сектора Газа» в 1990 году.
- Песня «Ночной призрак» с альбома «Мёртвая зона» была перезаписана в 2004 году. Позже она войдет в демо-версию альбома «Ночной Призрак».
- Тема песни «Воронежский панк» была взята с альбома «Крутой пионер» и перезаписана с новым текстом в 2003 году. Позже она войдет в демо-версию альбома «Ночной Призрак».
- Во многих источниках говорится, что Татьяна Фатеева участвовала в записях альбомов «Школы», однако, сам Кущев утверждает, что Татьяна никакого отношения к «Школе» не имела. У них была совместная программа под названием «Мальчишка и девчонка», проходившая в филармонии[1].
- Альбом «Пофигизм и здравый смысл» вышел на CD в 2 вариантах: первоначально альбом состоял из 10 песен, но в конце мая 2002 года в продажу вышел тираж CD уже с 11 треками.
- Первая версия альбома «Огненный рай» записывалась в период с 2002 по 2003 гг. и имела название «S.O.S.». Распространилась только среди друзей Кущева по причине того, что произошёл скандал со студией «Gala Records» и альбом не удалось официально издать. Позже к, концу 2003 года произошла полная перезапись альбома, который впоследствии был официально издан зимой 2004 года с названием «Огненный рай», который существует в двух вариантах: 15 и 19 треков.
- Песни «Гимн ЛДПР» и «Гимн нижегородскому району Москвы» были записаны в 2002 году и предназначались для первой версии альбома «Огненный рай». Позже они войдут в демо-версию альбома «Ночной призрак».
- В 2003 году было записано официальное видео с Игорем Кущевым под названием «Гитарная школа». Видео было издано на DVD и вышло в продажу.
- Альбом «Огненный рай» вышел на CD в двух вариантах: первоначально состоял из 15-и треков и просуществовал в таком виде много времени. В 2008 году альбом поступил в продажу уже с 19-ю треками (в интернете такая версия альбома появилась ещё в 2005 году).
- Неизвестно, каким образом пиратский альбом «Параноя» попал на прилавки музыкальных магазинов. Но когда всё выяснилось, альбом был снят с продажи и удалён со всех официальных музыкальных сайтов.
- В 2008 год в фильме «Рок-н-рольщик» режиссёра Гая Ричи, звучит песня группы «Еx-Сектор Газа» — Допился. Причём лидер группы Игорь Кущев узнал о том, что его композиция попала в фильм из интернета.

## Личная жизнь
Был дважды разведён. Есть две дочери: старшая — Екатерина (от первого брака) и младшая — Виктория (от второго брака). На данный момент женат в третий раз (в браке родились трое детей).